# Camariñas (kommunhuvudort)
Camariñas är en kommunhuvudort i Spanien.   Den ligger i provinsen Provincia da Coruña och regionen Galicien, i den nordvästra delen av landet, 500 km nordväst om huvudstaden Madrid. Camariñas ligger 15 meter över havet och antalet invånare är 6 440.
Terrängen runt Camariñas är kuperad åt sydost, men åt nordväst är den platt. Havet är nära Camariñas åt nordväst. Runt Camariñas är det ganska glesbefolkat, med 47 invånare per kvadratkilometer. Närmaste större samhälle är Cee, 19,6 km söder om Camariñas. I omgivningarna runt Camariñas växer i huvudsak blandskog.